# Rubén Baraja
Pour les articles homonymes, voir Baraja et Vegas.
 (novembre 2013).
Si vous disposez d'ouvrages ou d'articles de référence ou si vous connaissez des sites web de qualité traitant du thème abordé ici, merci de compléter l'article en donnant les références utiles à sa vérifiabilité et en les liant à la section « Notes et références ».
Rubén Baraja Vegas, né le 11 juillet 1975 à Valladolid (Espagne), est un footballeur international espagnol évoluant au poste de milieu défensif du début des années 1990 jusqu'au début des années 2010.

## Biographie
Ruben Baraja commence sa carrière au Real Valladolid en 1993, il a alors 18 ans et alterne pendant deux saisons entre l'équipe première et la réserve, c'est en 1995 qu'il incorpore définitivement l'équipe première, il y dispute 31 matchs et inscrit 1 but. En 1996, il rejoint l'Atlético Madrid, où il joue pendant deux saisons en équipe B. Il incorpore définitivement l'équipe première trois ans après son arrivée (saison 1999-2000) où il devient titulaire indiscutable et se révèle en inscrivant un total de 7 buts. Lorsque le club est relégué à l’issue de la saison 1999-2000, Ruben Baraja est recruté par le Valence CF pour la somme de 2 millions de pesetas, récent finaliste de la Ligue des champions face au Real Madrid, qui cherche à renforcer son milieu de terrain après les départs de Claudio Lopez, Gerard et Francisco Farinos. C'est à Valence qu'il va connaître ses plus belles heures et écrire les plus belles pages de sa carrière.
Sa première saison sous ses nouvelles couleurs a failli se terminer en beauté mais le FC Valence perd sa deuxième finale de la Ligue des champions consécutive cette fois ci-contre le Bayern Munich aux tirs au but, même si Ruben Baraja marque le sien. En 2002, Baraja remporte son premier trophée avec les chés puisque le club est sacré Champion d'Espagne et il inscrit un total de 7 buts durant la saison. Cette même année, il participe à la Coupe du monde 2002 en Corée du Sud et au Japon avec la Roja. En 2004, Valence est désignée meilleure équipe du monde à la suite de son fabuleux triplé (Champion d'Espagne, Coupe de l'UEFA et Supercoupe de l'UEFA). Il fait partie des candidats sérieux pour le titre de ballon d'or, finalement lors des votes il ne finit que 24e. Il est logiquement appelé par Iñaki Sáez pour disputer le Championnat d'Europe de football 2004 au Portugal ; il est titularisé deux matchs et dispute le troisième comme remplaçant mais la Roja est éliminée dès le premier tour.
Lors de la saison 2007-2008, alors que Ronald Koeman, nouvel entraîneur du club ché, décide d'écarter des joueurs cadres tels que Miguel Ángel Angulo, Santiago Cañizares et même le capitaine David Albelda, c'est Baraja qui est désigné capitaine de l'équipe. Cette saison est marquée par le dernier titre de Baraja, la Copa del Rey après avoir vaincu Getafe CF en finale, malgré la saison catastrophique du club en championnat avec une triste 10e place.
À la fin de la saison 2009-2010, le contrat de Baraja n'est pas renouvelé par le président Manuel Llorente malgré une excellente deuxième partie de saison du joueur qui contribue à la troisième place du club en championnat et donc à une qualification directe en Ligue des Champions dont le club avait été absent pendant deux années d'affilée. Il fait ses adieux au public de Mestalla lors du dernier match de championnat contre CD Tenerife le 16 mai 2010; il disputera ce match titulaire avant d'être remplacé dans les derniers instants de la partie par Éver Banega, sous les ovations méritées du public de Mestalla avant de faire un tour d'honneur à la fin du match sur les épaules de Nikola Žigić. Durant ce match, Baraja aura touché le poteau sur un coup franc tiré par lui-même en début de match ; pour l'histoire Valence s'imposera 1-0 par un but de Alexis Ruano dans les arrêts de jeu. Ruben Baraja aura joué 10 saisons avec le Valence CF et s'est imposé comme un joueur emblématique de l'histoire du club avec une carrière exemplaire. Désormais, du Valence du fameux triplé de 2004, ne reste plus que David Albelda.
Rubén Baraja fait ses débuts avec l'Espagne contre Israël le 7 octobre 2000.
Ruben Baraja participe à la Coupe du monde 2002 en Corée du Sud et à l’Euro 2004. Mais contre toute attente, il est écarté de la sélection pour la Coupe du monde 2006 en Allemagne.
Baraja devient par la suite entraîneur. Le 13 décembre 2017, il est nommé entraîneur du Real Sporting de Gijón.
Nommé entraîneur du Valence CF en février 2023 avec comme objectif d'assurer le maintien du club en Liga, Baraja atteint cet objectif et voit son contrat prolongé jusqu'en 2025. En juin 2024, il a officiellement prolongé son bail pour une saison supplémentaire et se retrouve désormais sous contrat jusqu'en 2026.

## Palmarès
- Valence CF :
  - Champion d'Espagne en 2002 et en 2004
  - Vainqueur de la Coupe d'Espagne de football en 2008
  - Vainqueur de la Coupe de l'UEFA en 2004
  - Vainqueur de la Supercoupe d'Europe en 2004
  - Finaliste de la Ligue des champions en 2001